# Гаспаротто, Энрико
Энрико Гаспаротто (итал. Enrico Gasparotto; род. 22 марта 1982, Сачиле) — итальянский профессиональный шоссейный велогонщик, выступающий c 2019 года за команду «Qhubeka Assos». Победитель Амстел Голд Рейс 2012 и 2016 года.

## Карьера
Профессиональную карьеру велосипедиста начал в итальянской команде Liquigas в 2005 году. В июне неожиданно выиграл титул чемпиона Италии в групповой гонке. Следующий сезон был скомкан из-за болезней: мононуклеоза и пневмонии.
Стал известен благодаря инциденту во время командной гонки на время на первом этапе Джиро д’Италия 2007 года. Энрико Гаспаротто первым пересек финишную черту, в то время как на командном собрании договаривались, что первым будет лидер велогруппы Данило Ди Лука. В результате Энрико Гаспаротто вышел на старт второго этапа в розовой майке.
После трех лет в команде Liquigas, в 2008 году итальянец перешёл в Barloworld, подписав контракт на один год. В 2009 году выступал за итальянскую команду Lampre. Особых достижений в них не добился.
В 2010 году перешёл в казахстанскую Astana в целью стать одним из защищенных гонщиков. В начале года, 14 марта, выиграл пятый этап Тиррено-Адриатико. В апреле занял третье место на классической однодневной гонке Амстел Голд Рейс. После Джиро д’Италия неудачно упал и сломал ключицу.
На весенних классиках 2011 года работал на лидеров команды — Александра Винокурова и Романа Кройцигера.
В 2012 году выиграл престижную однодневную гонку Амстел Голд Рейс, опередив Елле Ванэндерта и Петера Сагана на финише. Спустя неделю принял участие в гонке Льеж-Бастонь-Льеж, занял третье место, победу в этом соревновании праздновал товарищ по команде итальянца — казахстанец Максим Иглинский.
В 2013 года на классических гонках занимал околоподиумные места: пятое — на Туре Ломбардии, шестое — на Льеж-Бастонь-Льеж.
В 2015 году переходит в ПроКонтинентальную команду Intermarché-Wanty-Gobert Matériaux.
В 2016 году снова выиграл престижную однодневную гонку Амстел Голд Рейс.

## Личная жизнь
В октябре 2014 года Энрико Гаспаротто сыграл свадьбу с Анной Моска.